# Querida
Querida (span. für Liebling) ist ein Lied des mexikanischen Singer-Songwriters Juan Gabriel, das erstmals 1984 auf seinem Album Recuerdos II erschien und der entscheidende Faktor für den Erfolg des Albums war, das sich insgesamt 15 Millionen Mal verkaufte; davon allein 10 Millionen Mal in Mexiko. Die im selben Jahr veröffentlichte Single wurde innerhalb von drei Wochen allein in Mexiko mehr als 2 Millionen Mal verkauft, erreichte in den meisten lateinamerikanischen Ländern den ersten Platz und blieb mehr als anderthalb Jahre in den mexikanischen Charts.

## Inhalt
Das Lied beschreibt den Liebeskummer eines Menschen nach dem Verlust seines Partners, an den er ununterbrochen denken muss: Querida. Cada momento de mi vida yo pienso en ti más cada día. Mira mi soledad, mira mi soledad, que no me siento nada bien. (Liebling. Jeden Augenblick meines Lebens denke ich mit jedem Tag immer mehr an dich. An meiner Einsamkeit kannst du erkennen, dass es mir gar nicht gut geht.). Den unglücklichen Menschen plagt der sehnliche Wunsch nach der Rückkehr seines Partners: ¡Ven a mí que estoy sufriendo! ¡Oh ven a mí que estoy muriendo! … Dime cuándo tú vas a volver … Yo no puedo ni te quiero olvidar (Komm zu mir, der ich doch so leide! Oh komm zu mir, der ich im Sterben liege! … Sag mir, wann du zurückkommst … Ich kann und will dich nicht vergessen). 

## Remakes
Juan Gabriel nahm das Lied 1998 noch einmal in Zusammenarbeit mit dem argentinischen Pianisten Raúl di Blasio auf und 2015 im Duett mit dem kolumbianischen Sänger Juanes. Diese Version wurde auf YouTube bis zum Jahresende 2020 fast 175 Millionen Mal angeklickt.